# Eric Frenzel
Eric Frenzel (Annaberg-Buchholz, 21 de noviembre de 1988) es un deportista alemán que compitió en esquí en la modalidad de combinada nórdica.
Participó en cuatro Juegos Olímpicos de Invierno, obteniendo en total seis medallas: bronce en Vancouver 2010, en la prueba por equipo (junto con Johannes Rydzek, Tino Edelmann y Björn Kircheisen), dos en Sochi 2014, oro en trampolín normal + 10 km individual y plata por equipo (junto con Björn Kircheisen, Johannes Rydzek y Fabian Rießle), tres en Pyeongchang 2018, oro en trampolín normal + 10 km y por equipo (con Vinzenz Geiger, Fabian Rießle y Johannes Rydzek) y bronce en trampolín grande + 10 km, y plata en Pekín 2022, por equipo (con Manuel Faißt, Julian Schmid y Vinzenz Geiger).
Ganó dieciocho medallas en el Campeonato Mundial de Esquí Nórdico entre los años 2009 y 2023.
Fue el abanderado de Alemania en la ceremonia de apertura de los Juegos de Pyeongchang 2018. Se retiró de la competición en marzo de 2023.

## Palmarés internacional
| Juegos Olímpicos   | Juegos Olímpicos            | Juegos Olímpicos  | Juegos Olímpicos           |
| Año                | Lugar                       | Medalla           | Prueba                     |
| ------------------ | --------------------------- | ----------------- | -------------------------- |
| 2010               | Vancouver (Canadá)          | Medalla de bronce | TG + 4 × 5 km por equipo   |
| 2014               | Sochi (Rusia)               | Medalla de oro    | TN + 10 km individual      |
| 2014               | Sochi (Rusia)               | Medalla de plata  | TG + 4 × 5 km por equipo   |
| 2018               | Pyeongchang (Corea del Sur) | Medalla de oro    | TN + 10 km individual      |
| 2018               | Pyeongchang (Corea del Sur) | Medalla de oro    | TG + 4 × 5 km por equipo   |
| 2018               | Pyeongchang (Corea del Sur) | Medalla de bronce | TG + 10 km individual      |
| 2022               | Pekín (China)               | Medalla de plata  | TG + 4 × 5 km por equipo   |
| Campeonato Mundial |                             |                   |                            |
| Año                | Lugar                       | Medalla           | Prueba                     |
| 2009               | Liberec (República Checa)   | Medalla de plata  | TG + 4 × 5 km por equipo   |
| 2011               | Oslo (Noruega)              | Medalla de oro    | TN + 10 km individual      |
| 2011               | Oslo (Noruega)              | Medalla de plata  | TN + 4 × 5 km por equipo   |
| 2011               | Oslo (Noruega)              | Medalla de plata  | TG + 4 × 5 km por equipo   |
| 2011               | Oslo (Noruega)              | Medalla de bronce | TG + 10 km individual      |
| 2013               | Val di Fiemme (Italia)      | Medalla de oro    | TG + 10 km individual      |
| 2013               | Val di Fiemme (Italia)      | Medalla de bronce | TG + 2 × 7,5 km por equipo |
| 2015               | Falun (Suecia)              | Medalla de oro    | TN + 4 × 5 km por equipo   |
| 2015               | Falun (Suecia)              | Medalla de plata  | TG + 2 × 7,5 km por equipo |
| 2017               | Lahti (Finlandia)           | Medalla de oro    | TN + 4 × 5 km por equipo   |
| 2017               | Lahti (Finlandia)           | Medalla de oro    | TG + 2 × 7,5 km por equipo |
| 2017               | Lahti (Finlandia)           | Medalla de plata  | TN + 10 km individual      |
| 2019               | Seefeld (Austria)           | Medalla de oro    | TG + 10 km individual      |
| 2019               | Seefeld (Austria)           | Medalla de oro    | TG + 2 × 7,5 km por equipo |
| 2019               | Seefeld (Austria)           | Medalla de plata  | TN + 4 × 5 km por equipo   |
| 2021               | Oberstdorf (Alemania)       | Medalla de plata  | TN + 4 × 5 km por equipo   |
| 2021               | Oberstdorf (Alemania)       | Medalla de bronce | TG + 2 × 7,5 km por equipo |
| 2023               | Planica (Eslovenia)         | Medalla de plata  | TG + 4 × 5 km por equipo   |